# Катастрофа KC-135 под Бишкеком
Катастрофа KC-135 под Бишкеком — авиационная катастрофа, произошедшая 3 мая 2013 года с самолётом-топливозаправщиком KC-135R военно-воздушных сил США в Панфиловском районе Чуйской области Кыргызстана, в результате которой погибли 3 человека.

## Катастрофа
KC-135R вылетел с авиабазы Манас в 14:30 для планового полёта в Афганистан. Вскоре пилот доложил, что попытается обойти грозовой фронт. Через несколько минут самолёт перешёл в крутое снижение и в 14:55 упал в горах и разрушился. Место падения расположено между сёл Чолок-Арык и Чорголу, в 80 километрах от Бишкека и в 10 километрах от границы Кыргызстана и Казахстана. Все три члена экипажа погибли.

## Причина
Причина катастрофы выясняется. Следствие ведёт МВД Киргизской Республики. ГКНБ Киргизской Республики проверяет версию о террористическом акте, организованном Аль-Каидой. Подозревается в организации теракта гражданин России Марат Ралифович Сафин. Изучаются его контакты в Ираке. В США расследование ведёт DIA, представленный в Кыргызстане военным атташе Даниелом Маннингом. По предварительным данным на обломках основных элементов (левая плоскость крыла, киль, один из двигателей) признаков пожара не обнаружено.